# Umberto Masetti
Umberto Masetti (Parma, 4 mei 1926 - Maranello, 28 mei 2006) was een Italiaans motorcoureur.

## Carrière
Umberto Masetti begon zijn racecarrière al op 19-jarige leeftijd, maar hij moest daarvoor liegen over zijn leeftijd. Hij gaf aan dat hij in 1924 geboren was om zijn racelicentie te krijgen. In 1947 won hij zijn eerste race in Reggio Emilia met een Moto Guzzi Motoleggera 65. 

## Wereldkampioenschap wegrace

### 1949
In het seizoen 1949, het eerste seizoen van het wereldkampioenschap wegrace, debuteerde hij voor Moto Morini in de 125cc-klasse en voor Benelli in de 250cc-klasse. In de GP des Nations op Monza scoorde hij twee podiumplaatsen. Hij sloot het seizoen af als derde in de 125cc-klasse.

### 1950 (eerste wereldtitel)
Al tijdens het (mislukte) seizoen 1949 had Gilera-eigenaar Giuseppe Gilera belangrijke wijzigingen in zijn team aangebracht. Hoofdingenieur Piero Remor werd ontslagen en hij nam chefmonteur Arturo Magni en coureur Arciso Artesiani mee naar concurrent MV Agusta. De technische leiding bij Gilera kwam in handen van Piero Taruffi. Zo begon het seizoen 1950 met een aanmerkelijke verbeterde Gilera 500 4C en de coureurs Carlo Bandirola, Nello Pagani en de jonge Umberto Masetti. Men sloeg de TT van Man over. Geoff Duke won daar met zijn Norton Manx, die dankzij het nieuwe Featherbed frame ook verbeterd was. In de Belgische Grand Prix kwam het team van Gilera voor het eerst aan de start. Dat had de Gilera 500 4C laten doorontwikkelen door Piero Taruffi en Franco Passoni. Zo stuurden beide machines veel beter dan in het seizoen 1949 en lieten ze de AJS Porcupine achter zich. Carlo Bandirola, op dat moment leider in de race, remde hard voor de La Source haarspeldbocht waardoor Les Graham achter op zijn machine botste. Graham vloog eraf, maar Artie Bell botste op Graham's AJS Porcupine en daarna tegen een tijdwaarnemingspost. Bandirola kon de race vervolgen en eindigde als vierde. De Norton-fabrieksrijders kregen bandenproblemen en vielen daardoor uit, waardoor Umberto Masetti de race won voor zijn teamgenoot Nello Pagani en Ted Frend. In de 500cc-race van de TT van Assen, waarin slechts 17 van de 38 starters de finish haalden, kregen de teams van Norton en AJS gevoelige tikken. Van de Britse fabrieksteams haalde niemand de finish, terwijl Umberto Masetti zijn tweede overwinning van het seizoen boekte. Hoewel Gilera Nello Pagani als eerste coureur had aangesteld, versloeg de jonge Masetti hem met ruim een halve minuut verschil. De Grand Prix van Zwitserland werd gewonnen door Les Graham, met Umberto Masetti op de tweede plaats. Graham was toen al geen bedreiging meer voor Masetti, terwijl Geoff Duke slechts vierde werd en Nello Pagani geen punten scoorde. Geoff Duke won de Ulster Grand Prix, terwijl Masetti met dertien minuten achterstand zesde werd. Zo behield Duke nog uitzicht op de wereldtitel: hij moest de GP des Nations winnen, maar Masetti had aan een tweede plaats genoeg om wereldkampioen te worden. Het gebeurde precies zo en Umberto Masetti scoorde als 24-jarige zijn eerste wereldtitel.

### 1951
In het seizoen 1951 werd Carlo Bandirola vervangen door Alfredo Milani. Het seizoen begon met de Grand Prix van Spanje, die Masetti met overmacht won. Het Norton-team (met o.a. Geoff Duke) kwam niet aan de start. Masetti werd niet naar de Zwitserse Grand Prix gestuurd, waar zowel Pagani, Milani als concurrent Duke uitvielen. Duke won de TT van Man, waar Gilera zoals gebruikelijk niet aan de start kwam. Masetti, Duke en Moto Guzzi-rijder Fergus Anderson deelden nu de eerste plaats in de WK-stand. Toen Duke ook de GP van België won nam hij een flinke voorsprong in de stand, want Masetti werd slechts achtste en Anderson viel uit. In de TT van Assen reed Masetti de snelste ronde, maar hij viel uit en Duke won opnieuw, voor Alfredo Milani, die Masetti in de WK-stand voorbij ging. In de GP van Frankrijk won Milani. Masetti werd vierde en Duke vijfde. Door ook de Ulster Grand Prix te winnen werd Geoff Duke wereldkampioen. De GP des Nations was nog slechts een formaliteit, maar een succes voor Gilera met Alfredo Milani eerste, Umberto Masetti tweede en Nello Pagani derde. Masetti sloot het seizoen af als derde, achter teamgenoot Milani.

### 1952 (tweede wereldtitel)
In het seizoen 1952 bleef het Gilera-team aanvankelijk ongewijzigd. In de GP van Zwitserland viel Masetti uit door een defecte versnellingsbak, terwijl Pagani vierde werd en Milani met carburatieproblemen uitviel. De TT van Man werd weer overgeslagen en gewonnen door Norton-rijder Reg Armstrong voor Leslie Graham, die inmiddels was overgestapt naar MV Agusta. In de TT van Assen deed Umberto Masetti goede zaken. Niet alleen won hij de race, WK-leider Armstrong werd slechts vierde. Door ook de Belgische Grand Prix te winnen nam Masetti de leiding in het WK over. Geoff Duke werd tweede en klom ook naar de tweede plaats in de WK-stand. Vanaf de Duitse GP was concurrent Duke weg. Hij was tijdens een race buiten het WK gewond geraakt en moest zijn seizoen beëindigen. Masetti viel echter uit en Armstrong werd weer leider in het WK. Piero Taruffi had voor de Ulster Grand Prix Giuseppe Gilera kunnen overtuigen om een Angelsaksische coureur in te huren. Dat werd de Ier Cromie McCandless, die prompt de 500cc-race won. Masetti viel uit, maar de schade bleef beperkt omdat ook Armstrong de finish niet haalde. In de GP des Nations werd Masetti tweede achter Les Graham. Omdat Armstrong slechts zesde werd nam Masetti de leiding in het WK weer over, maar de verschillen waren klein. Met enig geluk kon zelfs Graham nog wereldkampioen worden. Graham won weliswaar de Spaanse Grand Prix, maar Masetti had aan de tweede plaats genoeg om voor de tweede keer wereldkampioen te worden.

### 1953
In het seizoen 1953 was Giuseppe Gilera overtuigd van het belang om buitenlandse coureurs in te huren. Les Graham had de concurrerende MV Agusta 500 4C aanmerkelijk verbeterd en Cromie McCandless had zijn enige race voor Gilera gewonnen. McCandless was gestopt met racen, maar Gilera huurde Geoff Duke, Reg Armstrong en Dickie Dale in. Masetti reed de Gilera 500 alleen in de TT van Assen waarin hij uitviel. Op privébasis startte hij met een 250cc-NSU Sportmax in de GP des Nations, waarin hij zesde werd. 

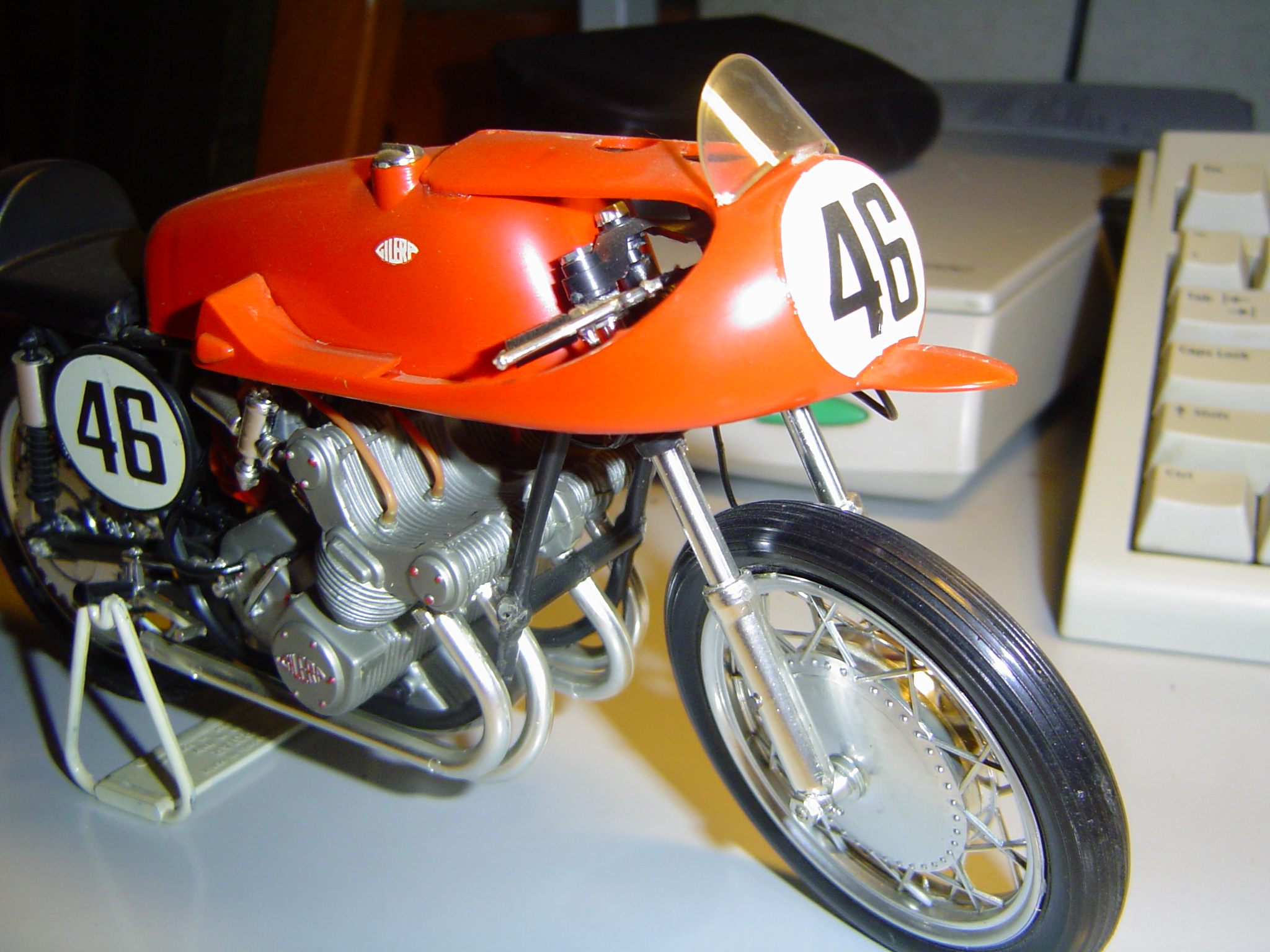
Schaalmodel van de Gilera 500 4C uit 1954

.

### 1954
In het seizoen 1954 kreeg hij opnieuw slechts één start in het 500cc-WK. In de GP des Nations werd hij tweede achter teamgenoot Duke. 

### 1955
In het seizoen 1955 maakte Umberto Masetti de overstap naar het concurrerende team van MV Agusta, dat na de dood van Les Graham weer alle kaarten op Italiaanse rijders zette. Zijn teamgenoten waren Carlo Bandirola, Tito Forconi en Nello Pagani. De MV Agusta 500 4C was echter nog steeds niet opgewassen tegen de Gilera 500 4C. In de Spaanse Grand Prix werd Masetti derde achter Gilera-rijder Reg Armstrong en zijn teamgenoot Bandirola. MV Agusta ging in dit jaar wél naar de TT van Man, maar dan alleen voor de 125- en de 250cc-klasse, die op de veel kortere Clypse Course werden verreden. Masetti viel in beide races uit, maar Bill Lomas won voor MV Agusta de 250cc-race en in de 125cc-race werden de MV's eerste (Carlo Ubbiali), tweede (Luigi Taveri), vierde (Bill Lomas), vijfde (Bill Webster) en zesde (privérijder Ross Porter). In de 500cc-klasse werd Masetti vierde in de GP van Duitsland. Hij werd niet naar de GP van België gezonden. De TT van Assen werd gewonnen door Geoff Duke met de Gilera, die daardoor al zeker was van een nieuwe wereldtitel. Umberto Masetti werd derde. Masetti was een van de professionele coureurs die sympatiseerden met de privérijders, die met een rijdersstaking dreigden omdat ze niet tevreden waren met de omstandigheden in het rennerskwartier en de startgelden. Dat zou in het seizoen 1956 gevolgen krijgen. De Koninklijke Nederlandse Motorrijders Vereniging wist bij de Fédération Internationale de Motocyclisme gedaan te krijgen dat een aantal coureurs tijdelijk geschorst werden: Jack Ahearn, Bob Brown, Keith Campbell, Peter Davey, Geoff Duke, John Hemplemann, Eric Houseley, Bob Matthews, Tony McAlpine, Peter Murphey en Barry Stormont 6 maanden en Giuseppe Colnago, Umberto Masetti en Alfredo Milani vier maanden, met ingang van 1 januari 1956. Masetti won in 1955 nog wel de GP des Nations en werd in de eindstand als beste MV Agusta-rijder derde. 

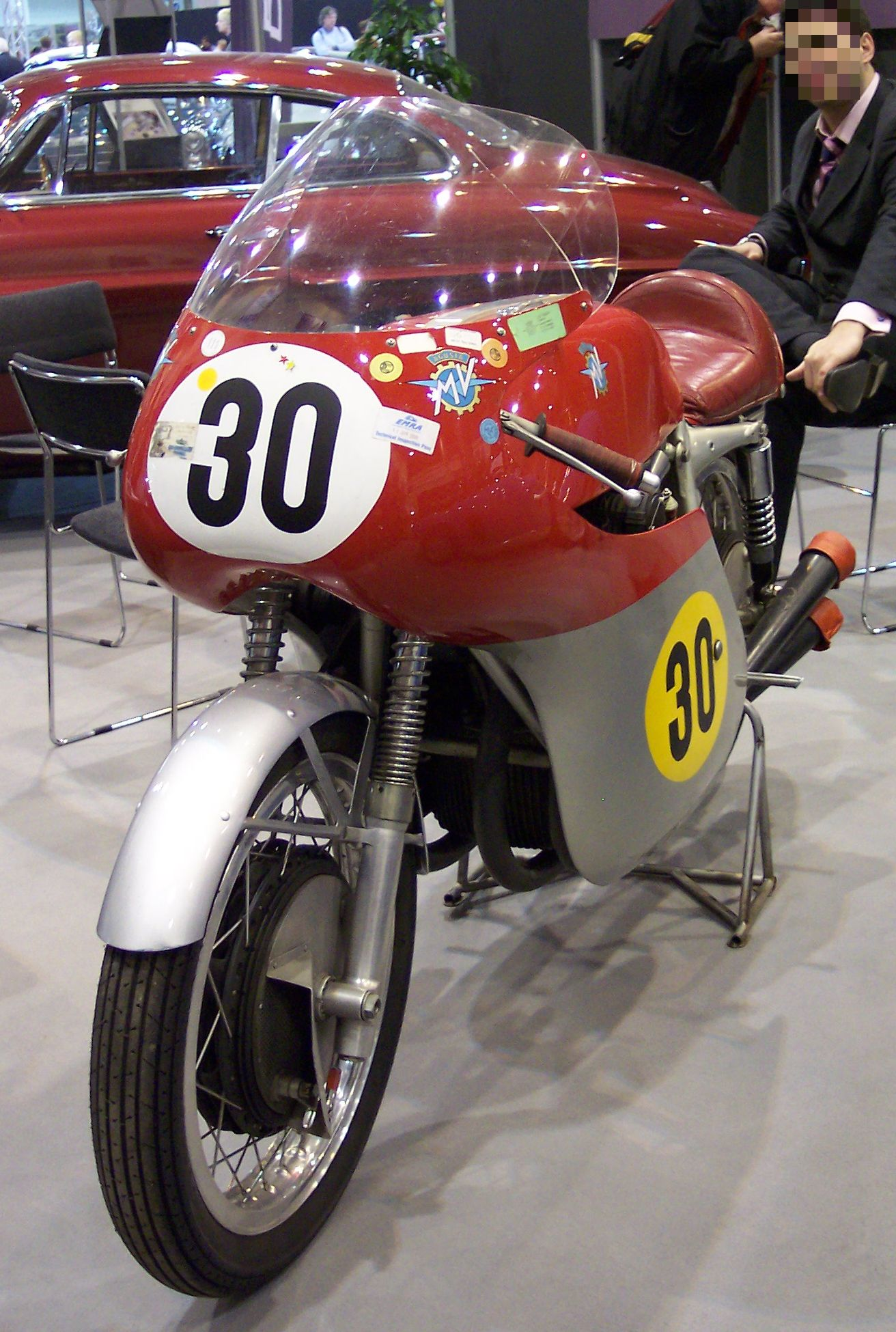
MV Agusta 500 4C uit 1956

### 1956
Toen het seizoen 1956 werd afgetrapt met de TT van Man was de schorsing van Umberto Masetti al voorbij, maar het Gilera-team had er nog een maand van te lijden waardoor Geoff Duke niet kon starten. Masetti ging ook niet naar Man, want MV Agusta had inmiddels John Surtees als eerste rijder aangetrokken. Surtees won op Man en ook de TT van Assen en de GP van België, waarin Masetti vierde werd. Hij trad hier ook aan met de nieuwe MV Agusta 350 4C, waarmee hij vijfde werd in een race die Surtees ook won. In de 350cc-race van de GP van Duitsland raakte Surtees geblesseerd, waardoor hij niet in de 500cc-race kon starten. Masetti werd tweede achter Gilera-rijder Reg Armstrong. Surtees kwam het hele seizoen niet meer aan de start, maar hij werd wereldkampioen 350- en 500 cc. 

### 1957
In het seizoen 1957 kon Gilera weer volledig meedoen en het had ook minder last van pech en tegenslag. Daardoor werden de verhouding weer hersteld: ook John Surtees moest buigen voor Libero Liberati en Bob McIntyre. Umberto Masetti viel juist wel vaak uit. Hij finishte alleen in de 350cc-GP van Duitsland en de 500cc-GP des Nations. In de GP van België startten de Italiaanse rijders van MV Agusta niet uit piëteit met de overleden Roberto Colombo. 

### 1958
In het seizoen 1958 hadden de Italiaanse merken Gilera, Moto Guzzi, FB Mondial en MV Agusta afgesproken zich terug te trekken uit het wereldkampioenschap wegrace. MV Agusta kwam daar echter op terug en werd de komende jaren onverslaanbaar. Tot en met het seizoen 1974 was het onafgebroken wereldkampioen 500 cc. Umberto Masetti kwam in 1958 echter nauwelijks aan WK-races toe. Alleen in de GP des Nations mocht hij aantreden. Hij werd daar derde.
Hij trok zich daarna terug uit de racerij en verhuisde naar Chili, waar hij zijn brood als autohandelaar verdiende. 

### 1962 en 1963
Toen in het seizoen 1962 voor het eerst de Grand Prix-wegrace van Argentinië werd georganiseerd, vroeg Moto Morini hem om daar met een Moto Morini 250 Bialbero te starten. Masetti voldeed aan dat verzoek en werd tweede in de 250cc-race. In het seizoen 1963 werd hij derde. Daarna kwam de Argentijnse Grand Prix te vervallen en beëindigde Umberto Masetti zijn carrière definitief.
Tijdens de Centennial Classic TT in Assen in 1998 kwam Masetti (4 dagen na zijn 72e verjaardag) nog aan de start met een 250 cc NSU Rennmax en een 500 cc Gilera.
Umberto Masetti overleed op 28 mei 2006 op 80-jarige leeftijd.

## Wereldkampioenschap wegrace resultaten
(Races in cursief geven de snelste ronde aan, punten (tussen haakjes) zijn inclusief streepresultaten)
| Jaar | Klasse | Team        | Motorfiets                  | 1       | 2       | 3       | 4       | 5       | 6       | 7     | 8     | 9     | 10    | 11    | 12    | Punten  | Plaats | Overwinningen |                                               | Wereldkampioen |
| ---- | ------ | ----------- | --------------------------- | ------- | ------- | ------- | ------- | ------- | ------- | ----- | ----- | ----- | ----- | ----- | ----- | ------- | ------ | ------------- | --------------------------------------------- | -------------- |
| 1949 | 125 cc | Moto Morini | Moto Morini 125 Monoalbero  |         | ZWI 5   | NED -   |         |         | NAT 2   |       |       |       |       |       |       | 13      | 3e     | 0             | Nello Pagani, Mondial                         |                |
| 1949 | 250 cc | Benelli     | Benelli 250 Bialbero        | IOM -   | ZWI -   |         |         | ULS -   | NAT 3   |       |       |       |       |       |       | 7       | 10e    | 0             | Bruno Ruffo, Moto Guzzi Gambalunghino         |                |
| 1949 | 500 cc | Privé       | Gilera Saturno Competizione | IOM -   | ZWI -   | NED 7   | BEL -   | ULS -   | NAT -   |       |       |       |       |       |       | 0       | -      | 0             | Les Graham, AJS E90                           |                |
| 1950 | 500 cc | Gilera      | Gilera 500 4C               | IOM -   | BEL 1   | NED 1   | ZWI 2   | ULS 6   | NAT 2   |       |       |       |       |       |       | 28 (29) | 1e     | 2             | Umberto Masetti, Gilera 500 4C                |                |
| 1951 | 500 cc | Gilera      | Gilera 500 4C               | SPA 1   | ZWI -   | IOM -   | BEL 9   | NED DNF | FRA 5   | ULS 3 | NAT 2 |       |       |       |       | 21      | 3e     | 1             | Geoff Duke, Norton 30M                        |                |
| 1952 | 500 cc | Gilera      | Gilera 500 4C               | ZWI DNF | IOM -   | NED 1   | BEL 1   | DUI DNF | ULS DNF | NAT 2 | SPA 2 |       |       |       |       | 28      | 1e     | 2             | Umberto Masetti, Gilera 500 4C                |                |
| 1953 | 250 cc | Privé       | NSU Sportmax                | IOM -   | NED -   |         | DUI -   |         | ULS -   | ZWI - | NAT 6 | SPA - |       |       |       | 1       | 15e    | 0             | Werner Haas, NSU Rennmax                      |                |
| 1953 | 500 cc | Gilera      | Gilera 500 4C               | IOM -   | NED DNF | BEL -   | DUI -   | FRA -   | ULS -   | ZWI - | NAT - | SPA - |       |       |       | 0       | -      | 0             | Geoff Duke, Gilera 500 4C                     |                |
| 1954 | 500 cc | Gilera      | Gilera 500 4C               | FRA -   | IOM -   | ULS -   | BEL -   | NED -   | DUI -   | ZWI - | NAT 2 | SPA - |       |       |       | 6       | 10e    | 0             | Geoff Duke, Gilera 500 4C                     |                |
| 1955 | 125 cc | MV Agusta   | MV Agusta 125 Bialbero      | SPA -   | FRA -   | IOM DNF | DUI -   | BEL -   | NED -   | ULS - | NAT - |       |       |       |       | 0       | -      | 0             | Carlo Ubbiali, MV Agusta 125 Bialbero         |                |
| 1955 | 250 cc | MV Agusta   | MV Agusta 250 Bialbero      |         |         | IOM DNF | DUI -   |         | NED 2   | ULS 3 | NAT 6 |       |       |       |       | 11      | 5e     | 0             | Hermann Paul Müller, NSU Sportmax             |                |
| 1955 | 500 cc | MV Agusta   | MV Agusta 500 4C            | SPA 3   | FRA -   | IOM -   | DUI 4   | BEL -   | NED 3   | ULS - | NAT 1 |       |       |       |       | 19      | 3e     | 1             | Geoff Duke, Gilera 500 4C                     |                |
| 1956 | 350 cc | MV Agusta   | MV Agusta 350 4C            | IOM -   | NED -   | BEL 5   | DUI -   | ULS -   | NAT 8   |       |       |       |       |       |       | 2       | 14e    | 0             | Bill Lomas, Moto Guzzi Monocilindrica 350     |                |
| 1956 | 500 cc | MV Agusta   | MV Agusta 500 4C            | IOM -   | NED DNF | BEL 4   | DUI 2   | ULS -   | NAT DNF |       |       |       |       |       |       | 9       | 6e     | 0             | John Surtees, MV Agusta 500 4C                |                |
| 1957 | 350 cc | MV Agusta   | MV Agusta 350 4C            | DUI 4   | IOM -   | NED -   | BEL DNS | ULS -   | NAT -   |       |       |       |       |       |       | 3       | 10e    | 0             | Keith Campbell, Moto Guzzi Monocilindrica 350 |                |
| 1957 | 500 cc | MV Agusta   | MV Agusta 500 4C            | DUI DNF | IOM -   | NED DNF | BEL DNS | ULS -   | NAT 5   |       |       |       |       |       |       | 2       | 15e    | 0             | Libero Liberati, Gilera 500 4C                |                |
| 1958 | 500 cc | MV Agusta   | MV Agusta 500 4C            | IOM -   | NED -   | BEL -   | DUI -   | ZWE -   | ULS -   | NAT 3 |       |       |       |       |       | 4       | 13e    | 0             | John Surtees, MV Agusta 500 4C                |                |
| 1962 | 250 cc | Morini      | Moto Morini 250 Bialbero    | SPA -   | FRA -   | IOM -   | NED -   | BEL -   | DUI -   | ULS - | DDR - | NAT - |       | ARG 2 |       | 6       | 11e    | 0             | Jim Redman, Honda RC 163                      |                |
| 1963 | 250 cc | Morini      | Moto Morini 250 Bialbero    | SPA -   | DUI -   | FRA -   | IOM -   | NED -   | BEL -   | ULS - | DDR - |       | NAT - | ARG 3 | JAP - | 4       | 10e    | 0             | Jim Redman, Honda RC 163                      |                |